# Рудня-Ивановская
Ру́дня-Ива́новская (укр. Рудня-Іванівська) — село на Украине, основано в 1690 году, находится в Емильчинском районе Житомирской области.
Население по переписи 2001 года составляет 1132 человека. Почтовый индекс — 11221. Телефонный код — 4149. Занимает площадь 2,911 км².

## История
В 1946 году указом ПВС УССР село Янче-Рудня переименовано в Рудню-Ивановскую.

## Адрес местного совета
11221, Житомирская область, Емильчинский р-н, с. Рудня-Ивановская